# Gruta de Bédeilhac

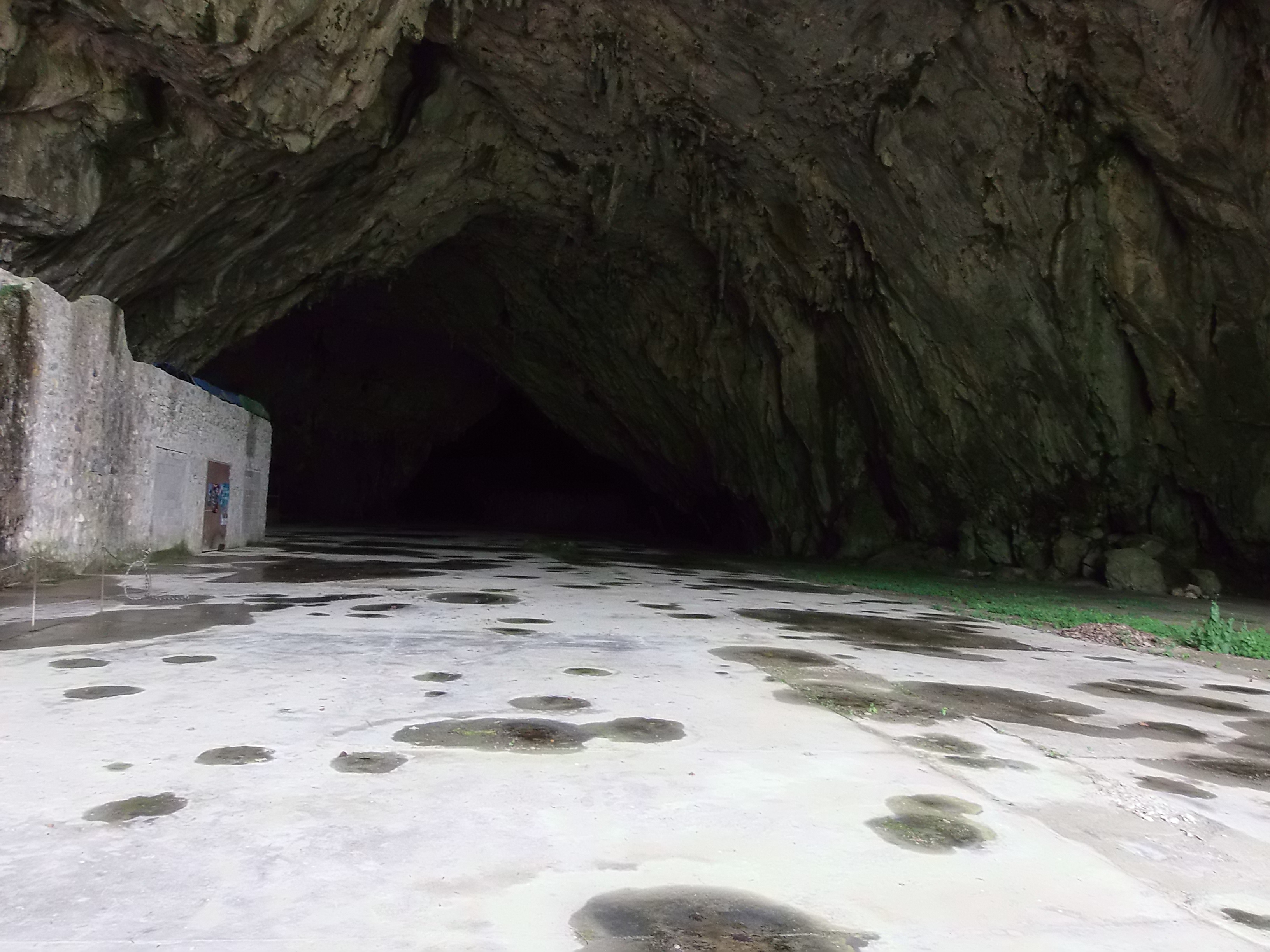
Vista de la entrada

La gruta de Bédeilhac es una cueva situada en la ciudad de Bédeilhac-et-Aynat en Ariege, en el sur de Francia, que ha tenido ocupaciones desde la Prehistoria. Contiene pinturas rupestres paleolíticas. Es parte de la red de cuevas decoradas de la franja pirineo-cantábrica.

## Historia

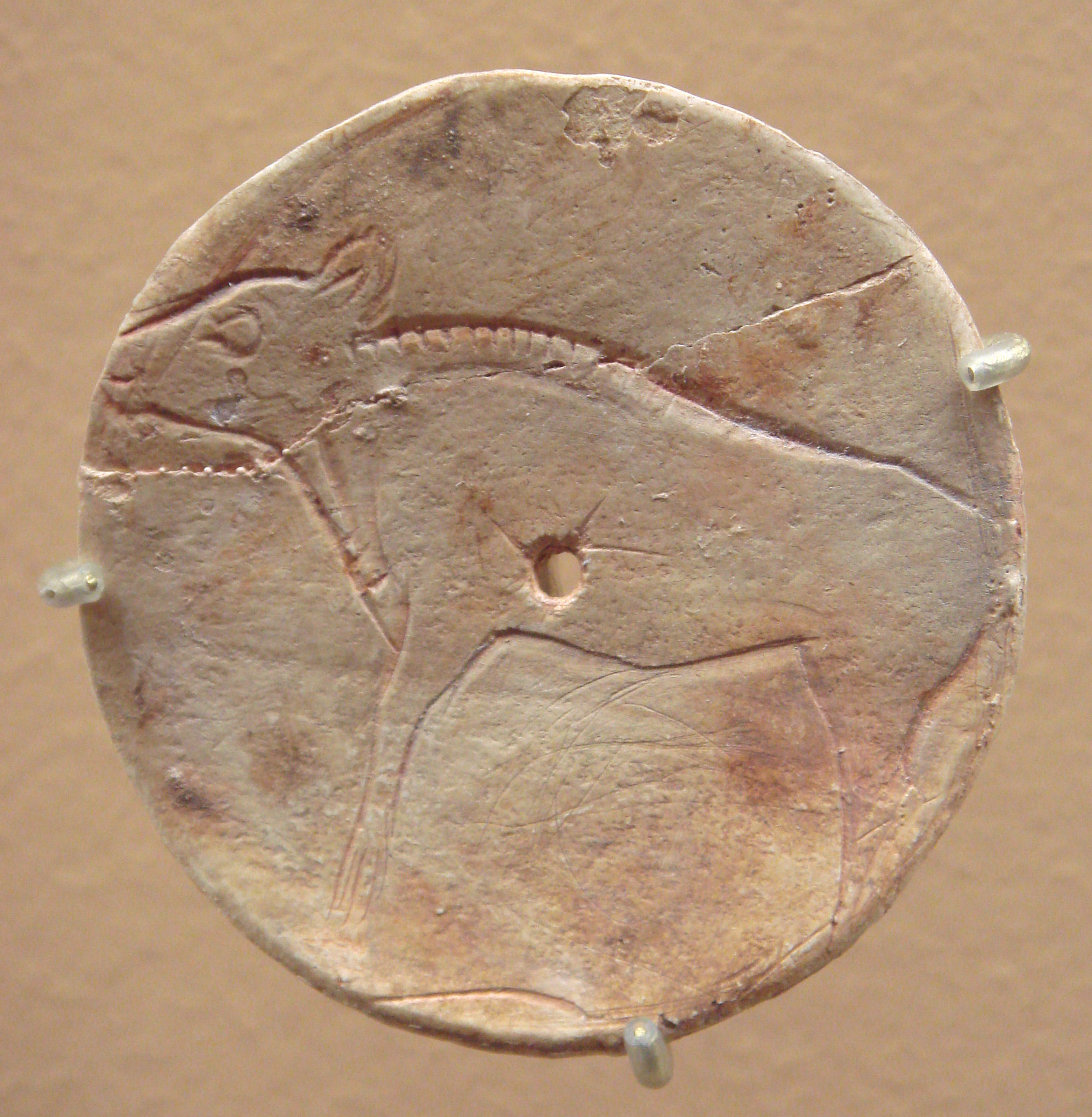
Placa con grabado magdaleniense. Joven bisonte europeo (Bos bosanus).

Marcorelle la visitó y describió ya en 1773, posteriormente, en el siglo XIX, la cueva fue considerada como una cavidad natural excepcional por su tamaño y el impresionante paisaje subterráneo.
En julio de 1906, se encontraron pinturas en sus paredes, arte parietal, de época paleolítica y fueron autentificadas, eran las primeras del departamento de Ariege.
Declarada monumento histórico en 1929, después de varios descubrimientos de pinturas, grabados y modelados de arcilla de un interés excepcional. La cueva aún sorprende por la elección de los hombres prehistóricos de ocupar este espacio subterráneo amplio y sin embargo elegir para decorar las paredes y los suelos de los lugares más alejados de la entrada. El grupo incluye una variedad de figuras de animales típicos de la época (bisontes, caballos, renos y cabras), además de figuras humanas, cosa mucho más rara.
El hombre, desde hace 15 000 años por lo menos, conoce y frecuenta la  cueva prehistórica de Bédeilhac lugar de refugio y,  probablemente de rituales para los cazadores de la época Magdaleniense, ha visto una sucesión de grupos humanos de la Edad de los Metales (enterramientos de la Edad del Bronce), la Antigüedad y los primeros naturalistas del siglo XVI, al menos.